# 胜利湖
胜利湖是一个位于中国西藏自治区班戈县的湖泊，面积约为20平方千米。